# Torneo Clausura 2004 (Guatemala)
El Torneo de Clausura 2004 fue el 10º torneo corto del fútbol guatemalteco, dando fin a  la temporada 2003-2004 de la Liga Nacional en Guatemala, quedando como campeón el club Cobán Imperial.

## Equipos

### Equipos participantes
| Club                                   | Ciudad              | Departamento   | Estadio                         | Capacidad |
| -------------------------------------- | ------------------- | -------------- | ------------------------------- | --------- |
| Antigua GFC                            | Antigua Guatemala   | Sacatepéquez   | Estadio Pensativo               | 9.000     |
| Aurora Fútbol Club                     | Ciudad de Guatemala | Guatemala      | Estadio del Ejército            | 13.300    |
| Club Social y Deportivo Comunicaciones | Ciudad de Guatemala | Guatemala      | Estadio Cementos Progreso       | 17.000    |
| Club Social y Deportivo Municipal      | Ciudad de Guatemala | Guatemala      | Estadio del Trébol              | 25.000    |
| Cobán Imperial                         | Cobán               | Alta Verapaz   | Estadio José Ángel Rossi        | 15.000    |
| Deportivo Jalapa                       | Jalapa              | Jalapa         | Estadio Las Flores              | 10.000    |
| Deportivo Marquense                    | San Marcos          | San Marcos     | Estadio Marquesa de la Ensenada | 10.000    |
| Deportivo Teculután                    | Teculután           | Zacapa         | Estadio Julio Hector Paz        | 8.000     |
| Deportivo Zacapa                       | Zacapa              | Zacapa         | Estadio David Ordóñez Bardales  | 10.000    |
| Xelajú Mario Camposeco                 | Quetzaltenango      | Quetzaltenango | Estadio Mario Camposeco         | 10.000    |

### Equipos por Departamento
| Departamento   | N.º | Equipos                           |
| -------------- | --- | --------------------------------- |
| Guatemala      | 3   | Aurora, Comunicaciones, Municipal |
| Zacapa         | 2   | Teculutan, Zacapa                 |
| Alta Verapaz   | 1   | Cobán Imperial                    |
| Jalapa         | 1   | Jalapa                            |
| Quetzaltenango | 1   | Xelajú                            |
| Sacatepéquez   | 1   | Antigua GFC                       |
| San Marcos     | 1   | Marquense                         |

## Fase de clasificación
|  | Pos. | Equipos        | PJ | PG | PE | PP | GF | GC | Dif. | PTS | Clasificación        |
|  | ---- | -------------- | -- | -- | -- | -- | -- | -- | ---- | --- | -------------------- |
|  | 1º   | Municipal      | 18 | 10 | 5  | 3  | 42 | 28 | +14  | 35  | Semifinales          |
|  | 2º   | Cobán Imperial | 18 | 9  | 4  | 5  | 25 | 23 | +2   | 31  | Semifinales          |
|  | 3º   | Jalapa         | 18 | 9  | 2  | 7  | 38 | 30 | +8   | 29  | Acceso a semifinales |
|  | 4º   | Marquense      | 18 | 7  | 7  | 4  | 32 | 25 | +7   | 28  | Acceso a semifinales |
|  | 5º   | Aurora         | 18 | 6  | 6  | 6  | 27 | 29 | -2   | 24  | Acceso a semifinales |
|  | 6º   | Comunicaciones | 18 | 5  | 8  | 5  | 22 | 24 | -2   | 23  | Acceso a semifinales |
|  | 7º   | Antigua GFC    | 18 | 7  | 2  | 9  | 27 | 30 | -3   | 23  |                      |
|  | 8º   | Xelajú MC      | 18 | 5  | 5  | 8  | 27 | 34 | -7   | 20  |                      |
|  | 9°   | Zacapa         | 18 | 5  | 4  | 9  | 32 | 32 | 0    | 19  |                      |
|  | 10º  | Teculután      | 18 | 4  | 3  | 11 | 28 | 45 | -14  | 15  |                      |
|  |      |                |    |    |    |    |    |    |      |     |                      |

## Líderes individuales

### Trofeo Botín de Oro
Posiciones Actuales.
| N.º | Jugador                  | Goles | Penales | Equipo                 |
| --- | ------------------------ | ----- | ------- | ---------------------- |
|     | Óscar Fernando Garracino | 13    | 3       | Xelajú Mario Camposeco |
| 2   | Édgar Arriaza            | 12    | 2       | Aurora Fútbol Club     |
| 3   | Juan Zandoná             | 11    | 7       | Deportivo Marquense    |
| 4   | Walter Estrada           | 10    | 0       | Cobán Imperial         |
| 4   | Jorge Sumich             | 10    | 5       | Deportivo Jalapa       |

## Fase Final
|  | Clasificación a Semifinales | Clasificación a Semifinales | Clasificación a Semifinales | Clasificación a Semifinales | Clasificación a Semifinales |  |  | Semifinales | Semifinales    | Semifinales | Semifinales | Semifinales |  |  | Final | Final                 | Final | Final | Final |
|  |                             |                             |                             |                             |                             |  |  |             |                |             |             |             |  |  |       |                       |       |       |       |
|  |                             |                             |                             |                             |                             |  |  | 1           | Municipal      | 1           | 5           | 6           |  |  |       |                       |       |       |       |
|  | 4                           | Marquense                   | 1                           | 1                           | 2                           |  |  | 5           | Aurora         | 2           | 0           | 2           |  |  |       |                       |       |       |       |
|  | 5                           | Aurora                      | 2                           | 1                           | 3                           |  |  |             |                |             |             |             |  |  | 1     | Municipal             | 2     | 2     | 4     |
|  |                             |                             |                             |                             |                             |  |  |             |                |             |             |             |  |  | 2     | Cobán Imperial (g.o.) | 3     | 2     | 5     |
|  |                             |                             |                             |                             |                             |  |  | 2           | Cobán Imperial | 1           | 4           | 5           |  |  |       |                       |       |       |       |
|  | 3                           | Jalapa                      | 1                           | 3                           | 4                           |  |  | 3           | Jalapa         | 1           | 0           | 1           |  |  |       |                       |       |       |       |
|  | 6                           | Comunicaciones              | 0                           | 3                           | 3                           |  |  |             |                |             |             |             |  |  |       |                       |       |       |       |

| Campeón Clausura 2004    |
| Cobán Imperial 1º Título |
| ------------------------ |

## Tabla acumulada
|  | Pos. | Equipos        | PJ | PG | PE | PP | GF | GC | Dif. | PTS | Clasificación                |
|  | ---- | -------------- | -- | -- | -- | -- | -- | -- | ---- | --- | ---------------------------- |
|  | 1º   | Municipal      | 36 | 20 | 9  | 7  | 78 | 52 | +26  | 69  | Copa Interclubes UNCAF 2004  |
|  | 2º   | Comunicaciones | 36 | 15 | 14 | 7  | 60 | 45 | +15  | 59  | Copa Interclubes UNCAF 2004  |
|  | 3º   | Cobán Imperial | 36 | 21 | 10 | 13 | 70 | 54 | +16  | 57  |                              |
|  | 4º   | Jalapa         | 36 | 15 | 7  | 14 | 74 | 65 | +9   | 52  |                              |
|  | 5º   | Marquense      | 36 | 12 | 11 | 13 | 55 | 60 | -5   | 47  |                              |
|  | 6º   | Xelajú MC      | 36 | 12 | 8  | 16 | 52 | 60 | -8   | 44  |                              |
|  | 7º   | Aurora         | 36 | 10 | 13 | 13 | 43 | 54 | -11  | 43  |                              |
|  | 8º   | Antigua GFC    | 36 | 11 | 9  | 16 | 45 | 51 | -6   | 42  | Promocionales de Permanencia |
|  | 9°   | Teculután      | 36 | 10 | 9  | 17 | 53 | 72 | -19  | 39  | Promocionales de Permanencia |
|  | 10º  | Zacapa         | 36 | 9  | 11 | 16 | 59 | 65 | -6   | 38  | Descendido                   |
|  |      |                |    |    |    |    |    |    |      |     |                              |

## Promocionales por Ascenso o Permanencia
| Local en la ida    | Global | Local en la vuelta | Ida   | Vuelta | Resultado                              |
| ------------------ | ------ | ------------------ | ----- | ------ | -------------------------------------- |
| Juventud Retalteca | 2 - 3  | Antigua GFC        | 2 - 0 | 0 - 3  | Antigua GFC permanece en Liga Nacional |
| Heredia            | 5 - 2  | Teculután          | 3 - 1 | 2 - 1  | Teculután desciende a Primera División |